# 이은지 (수영 선수)
이은지(2006년 7월 23일~)는 대한민국의 수영 선수이다. 주 종목은 배영으로 2020년 하계 올림픽에 참가한 최연소 대한민국 선수이다.